# Stipa capillata
Stipa capillata es una especie de la familia de las poáceas.

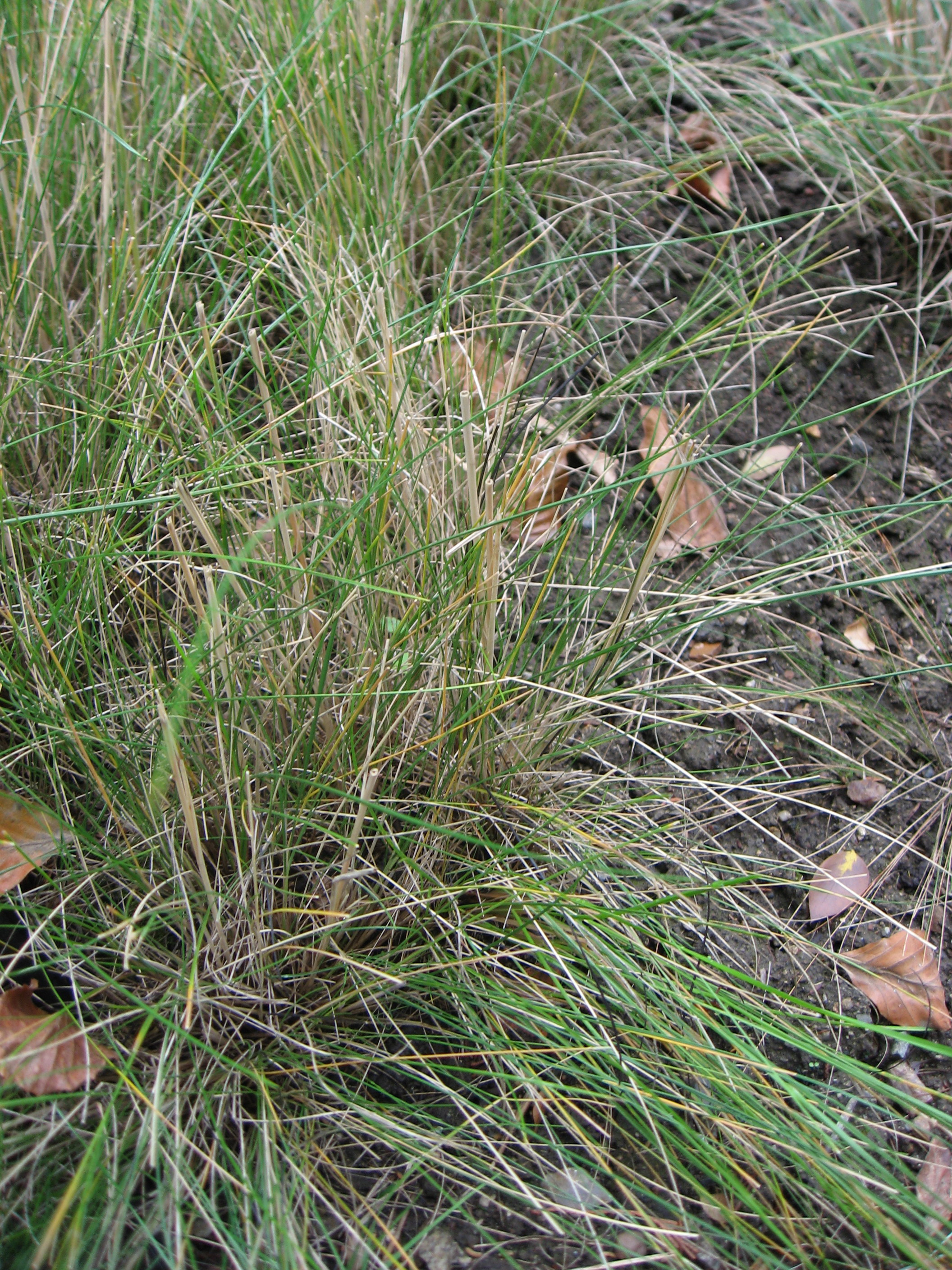
Vista de la planta

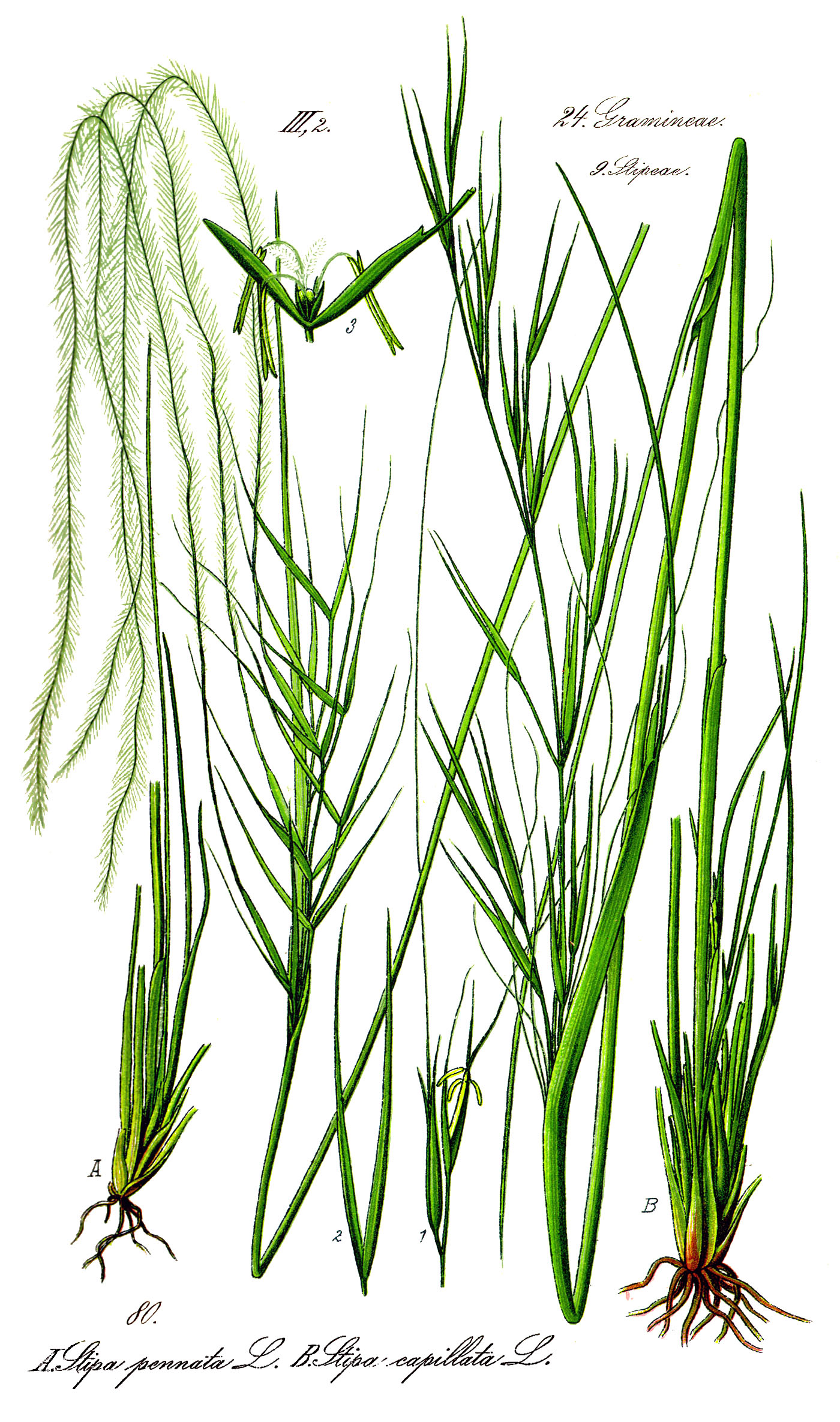
Ilustración
imagen derecha

## Descripción
Hierba perenne, de hasta 90 cm de altura, erecta y rígida, amacollada o formando césped. Las espículas son verdosas, de 1,5-2 cm, glumelas como una aguja, lema con pelos, luego una arista o argaña larguísima, como un cabello, retorcida sobre sí misma  en un trecho de 6-8 cm, áspera y formando curvas abiertas o espirales. Hay 2 o 3 hojas lineares, de 1 mm de ancho o poco  más, envainando al tallo y retorciéndose sobre las aristas, de color verde claro. Los tallos muy derechos y redondos. Lo más llamativo de esta gramínea es su cabellera desplegada en bucles de 20 cm de longitud.

## Distribución y hábitat
En España en Castilla y León. En terrenos poco profundos y secos, en pedrizas y pastos de montaña, en cuestas soleadas y barreros secos. Florece a final de primavera.

## Usos
Se usó para hacer escobas finas y alisar el barro de los suelos en antiguas casas rurales, también para enjalbegar las paredes. Se usa también en decoración en jarrones.

## Taxonomía
Stipa capillata fue descrita por Carlos Linneo y publicado en Species Plantarum, Editio Secunda 1: 116. 1762.
Etimología
Stipa: nombre genérico que deriva del griego stupe (estopa, estopa) o stuppeion (fibra), aludiendo a las aristas plumosas de las especies euroasiáticas, o (más probablemente) a la fibra obtenida de pastos de esparto.
capillata: epíteto latíno que significa "peluda".
Sinonimia
- Aristida avenacea Houtt.
- Stipa capillaris Gromov ex Trautv.
- Stipa erecta Trin.
- Stipa juncea Lam.
- Stipa juncea var. cabanasii F.M.Vazquez & Devesa
- Stipa lagascae Guss.
- Stipa thessala Hausskn.
- Stipa ucranica Steud.
- Stipa ukranensis Lam.[5][6]